# نيكولاي جورجي
نيكولاي جورجي (بالرومانية: Nicolae Gheorghe)‏ هو ناشط حقوق الإنسان روماني، ولد في 12 نوفمبر 1946 في Roșiorii de Vede ‏ في رومانيا، وتوفي في 8 أغسطس 2013.